# Oro (känsla)
Oro är en naturlig känsla med syfte att signalera fara, och därmed öka koncentrationen och förberedelsen inför hotet.
Oro kan leda till nedsatt aptit, magont, sömnproblem  eller koncentrationsproblem. Hur olika personer påverkas av oro varierar mellan personer dels beroende på olika personligheter men även på olika tidigare erfarenheter. Oro utan att det finns fara är ångest.